# Погоди цену тачно
Погоди цену тачно (енгл. The Price Is Right) српски је квиз у ком се учесници такмиче погађајући цене производа како би освојили готовину и бројне награде. Настао је по истоименом америчком квизу који емитује CBS. Такмичари се бирају из студијске публике. Српску верзију емитује Прва српска телевизија од 24. фебруара 2025.

## Синопсис
У квизу Погоди цену тачно цене производа такмичари погађају на основу сазнања о тржишту, а цене се стално мењају. У питању су игре у којој такмичари погађају цене производа и покушавају да освоје награде. Циљ је погодити цену што је могуће тачније, а они који су најближи, без да прекораче праву цену — побеђују.

## Правила
Квиз се игра између четворо такмичара изабраних из студијске публике. Постоје три рунде кроз које такмичар може да прође, освајајући успут награде и, у неким случајевима, новац.

### Лицитација
Прва рунда је лицитација за једну награду, у којој учествују сва четири такмичара. Ова игра игра се пет пута у току емисије. На почетку емисије први игра такмичар на крајњој левој позицији, а у свим осталим лицитацијама први игра такмичар који је доведен на упражњено место.
Такмичари лицитирају своје цене за предмет, при чему такмичар са најближом ценом осваја награду. У случају да такмичар тачно у динар погоди цену, онда он осваја и бонус од 12000 динара. Такмичар који освоји награду иде даље у другу рунду (рунду са игром) а на његово место се, након одигране друге игре доводи нови такмичар.
У случају да такмичари прецене награду, лицитација се понавља све док се један од такмичара не спусти испод (или тачно погоди) цену предмета.

### Игра
Такмичар који је освојио лицитацију излази на подијум да игра једну од одређеног броја игара за једну или више награда. У неким играма могуће је освојити и новчану поред робне награде. Главни водитељ (у српској верзији је то Наташа Аксентијевић) укратко објашњава правила игре. Независно од исхода (такмичар може и да не успе у игри) такмичар након одигране игре чека на последњу рунду.
Игре уведене у првој сезони квиза су:
Бирај број (енгл. Any Number): Такмичару се представљају две награде, једна вреднија, једна мање вредна. Након тога такмичар мора да бира једноцифрене бројеве (од 0 до 9) да састави цену једне од две награде или утешног троцифреног новчаног износа. Бројеви не смеју да се бирају више од једанпут. Свака робна награда има већ откривен један број, при чему овај број може да буде истоветан са бројевима које такмичар бира. Ово је једина игра где није могуће освојити све награде, већ се као добијена награда узима она награда којој такмичар први састави цифре.
Игра са новцем (енгл. Money Game): Такмичару се представља једна вредна робна награда. Циљ игре је да такмичар састави цену награде користећи девет картица са двоцифреним или троцифреним бројевима; картице са тачним цифрама иза себе имају картицу са пуним логотипом квиза а картице са нетачним цифрама иза себе имају само стилизован знак питања. На почетку игре открива се картица са средњом цифром тражене цене. Такмичар има право да погреши до четири пута; у случају да погреши четири пута он носи збир погрешних цифара (које се постављају уз леву ивицу табле) као утешну новчану награду.
Чекирање (енгл. Check Game): Такмичару се представља једна робна награда веће новчане вредности (или две награде средње вредности). Након тога такмичару се представља табла са новчаним чеком. Циљ игре је да такмичар себи напише чек тако да је збир износа са чека и вредности награде у опсегу од 100000 до 150000 динара. У случају да је збир у опсегу, такмичар носи кући и награду и новчани износ написан на чеку.
Велика игра (енгл. Grand Game): Такмичару се представља шест производа из категорије ситних потрепштина. Након тога зауставља се број који представља ценовну границу за игру. Циљ игре је да такмичар пронађе четири производа који су ценом испод задате границе. Сваки пронађен производ додаје нулу на новчану суму од 10 динара коју такмичар добија на почетку игре. Могуће је освојити до 100000 динара. У току игре такмичар може било кад да одустане. 
Дупле цене (енгл. Double Prices): Такмичару се представља награда и две могуће цене за исту. Циљ игре је да такмичар погоди која од понуђених цена је тачна.
Једна добра цена: Такмичару се представљају две награде са различитим ценама. Након тога представља му се цена која је идентична цени једне од награде. Такмичар треба да погоди која награда има вредност једнаку приказаном износу, и у том случају носи обе награде.
Једна погрешна цена: Такмичару се представљају три награде заједно са њиховим ценама. Једна од награда има приказану цену која је погрешна. Такмичар треба да погоди која је цена погрешна, и у том случају носи све три награде.
Најскупље (енгл. Most Expensive): Такмичару се представљају три награде без приказаних цена. Циљ игре је да такмичар погоди која од приказаних награда је најскупља, и у том случају носи све три награде.
Лако као 1-2-3 (енгл. Eazy az 1-2-3): Такмичару се приказују три награде без приказаних цена. Циљ игре је да такмичар поређа награде по цени почевши од најјефтиније користећи преувеличане коцкице са бројевима (при чему је 1- најјефтинија, 2-средња и 3-најскупља награда). У случају да је редослед исправан такмичар носи кући све три награде.
Опасна цена: Такмичару се представљају четири награде. Након тога, на табли се приказује цена једне од награда која представља "опасну цену". Циљ игре је да такмичар пронађе три награде чија цена није опасна цена. Ако такмичар успе носи кући све четири награде.
Трампа (енгл. Swap-Meet): Такмичару се приказују четири награде, једна која је "за трампу" и три "за које се може трампити". Циљ игре је да такмичар нађе цену награде "за коју се може трампити" која се подудара са ценом награде "за трампу"; у случају да такмичар успе носи кући све четири награде.
Направи свој потез (енгл. Make Your Move): Такмичару се приказују три награде, при чему једна има троцифрену, једна четвороцифрену а једна петоцифрену цену. Циљ игре је да такмичар клизачима (црвени - троцифрена цена, жути - четвороцифрена и зелени - петоцифрена цена) изабере тачне цене за све три награде, тако што клизаче помера испод поља са цифрама на табли (којих има 9). За тачно решење признају се само све три тачне цене. У случају да је такмичар успешан носи кући све три награде.
Пет етикета (енгл. Five Price Tags): Такмичару се представља пет награда, једна велике вредности и четири мање вредности. Игра има два дела: игру за мале награде и игру за главну награду. У игри за мале награде такмичар одговара на питање да ли је цена коју водитељ понуди заправо цена награде или не. Након одговора открива се цена награде. Уколико је одговор тачан такмичар носи кући ту награду. Почиње се од награде која је најудаљенија од табле са "пет етикета" за главну награду. Након одигране игре за мале награде прелази се на игру за главну награду. Такмичар прилази табли са "пет етикета" - пет могућих цена главне награде. Сваки тачан одговор и освојена награда у игри за мале награде представља додатни покушај на табли. У случају да такмичар погоди цену главне награде, носи кући главну награду и све награде које је освојио у игри за мале награде, у супротном одлази кући са малим наградама. До емисије емитоване 9. маја 2025. године такмичар је добијао бесплатан покушај на коначној табли поред свих освојених малих награда; од те емисије надаље такмичар има право само на онолико покушаја колико је малих награда освојио.
Игра баланса (енгл. Balance Game): Такмичару се представља једна вредна робна награда. Циљ игре је да такмичар на кантару извага награду уз помоћ четири кесе (једне велике и три мале) које носе одређену новчану вредност. На почетку се ставља једна од кеса на тас на такмичаревој страни кантара. На тас на његовој страни такмичар сме да стави укупно три кесе, рачунајући кесу постављену на почетку игре. Након што су на такмичарев тас стављене све три кесе, на тас на супротној страни ставља се кеса која тежином представља вредност награде. Игра се сматра за добијену само ако су оба таса у потпуности уравнотежена.
Икс-окс (енгл. Secret "X"): Такмичару се представљају три награде: једна вредна и две мање вредности. Игра има два дела: игру за мале награде и игру за главну награду. У игри за мале награде такмичар игра дупле цене за обе мале награде; сваки тачан одговор такмичару доноси награду и један "икс" за главну награду. Нетачан одговор завршава целу игру. У игри за главну награду, ако такмичар дотле дође, такмичар поставља добијене иксеве у леву и десну колону велике табле за икс-окс (средња колона се окреће мотором и на њој је већ  постављен један икс). Такмичар не сме да постави оба икса у исту колону. У случају да се, након окретања средње колоне, поклопи низ од три "икса" такмичар осваја и главну награду; у супротном одлази кући само са малим наградама.
Игра са сатом (енгл. Clock Game): Такмичару се представљају две награде. Циљ игре је да за 30 секунди такмичар погоди цене најпре прве, па друге награде "у динар". Водитељ такмичара наводи да је цена награде "виша" или "мања" ако је одговор нетачан. Након погођене цене прве награде сат се зауставља. Сат се не ресетује након погођене прве награде, па тако такмичар има само преостало време након прве награде да погоди цену и друге награде. Такмичар може да освоји једну или обе награде, а у случају да освоји обе награде у року добија и бонус од 30000 динара. За разлику од осталих игара није дозвољено консултовање нити публике нити других такмичара.
Покриће (енгл. Cover Up): Такмичару се представља робна награда са петоцифреном ценом. Циљ игре је да такмичар састави цену награде картицама које имају по једну цифру. На почетку је већ формирана лажна цена која мора да буде промењена. Свака цифра у цени награде сме да се мења само са цифрама у истој колони као та цифра награде (прва цифра има још две у колони, друга три и тако до пете која има још шест цифара у колони). Након што је такмичар наместио цену, приказује му се колико цифара је он погодио (зелена боја - тачна цифра, црвена - нетачна цифра). У случају да је такмичар погодио макар једну цифру, игра се наставља и такмичар може да мења преостале цифре. Уколико након новог намештања цифара није пронашао нову тачну цифру, игра се завршава.
Изгурај цену (енгл. Push Over): Такмичару се представља једна вредна робна награда. Циљ игре је да такмичар формира цену предмета гурајући низ коцака са бројевима. Коцке на крају низа испадају у корпу из које се оне не смеју вадити и враћати. За цену се узима шест коцака унутар плавог поља (при чему цена може да буде и мања од шестоцифрене - у том случају као прва цифра треба да стоји нула). Након што је такмичар задовољан намештеном ценом приказује се права цена награде. У случају да је такмичар погодио цену носи кући ту награду.
Удри по цени (енгл. Punch-A-Bunch): Ова игра се игра из два дела, а могуће је освојити до четири мале награде и до 100000 динара. Први део игре је игра за мале награде, где се такмичару приказује награда и цена која није тачна. Такмичар бира да ли је права цена "виша" или "нижа"; ако је у праву, осваја ту награду и покушај на табли са новцем. Најбољи исход је да такмичар освоји све четири награде и сва четири покушаја на табли. Након што је игра за мале награде завршена, такмичар прилази табли са новцем, која има у себи 50 цедуља са исписаном новчаном вредношћу сакривених иза поља од паус-папира. Једна од њих носи максималну вредност од 100000  динара, док су осталих 49 са мањим новчаним износима (најмањи је 2500 динара). Такмичар "удара по цени" тако што буши онолико поља колико је награда освојио у првом делу игре. Након тога водитељка извлачи цедуље једну по једну, почевши од оне која је прва "ударена". После откривања цедуља, такмичар има избор да или стане и узме новац са откривене цедуље или да иде даље; ако такмичар стигне до последње извучене цедуље он кући носи новац са те цедуље аутоматски, без обзира да ли је та вредност виша или нижа од вредности са неке од претходних цедуља. Новчане вредности са цедуља се не сабирају.
Супермаркет (енгл. Grocery Game): Ова игра се игра за једну награду средње до високе новчане вредности. На почетку игре такмичару се представља пет производа из категорије ситних потрепштина. Циљ игре је да такмичар састави "потрошачку корпу" тражећи одређену количину најмање једног (а пожељно би било да искористи свих пет) од пет производа. Такмичар сме да прогласи количину сваког производа само једанпут, а количински број производа није ограничен. Игра је добијена ако је укупан збир вредности свих купљених производа између 2000 и 2300 динара.
Плинко (енгл. Plinko): Ова игра се игра за до четири мале награде и до укупно 225000 динара у новцу. На почетку игре такмичар добија један бесплатан диск. Након тога игра се игра за мале награде. У игри за мале награде такмичар погађа која од две приказане цифре у цени награде је тачна. Притом су приказане прва и последња цифра цене награде. Тачан одговор такмичару доноси награду и још један диск. Након што је завршена игра за мале награде, такмичар се пење на врх Плинко табле степеницама, носећи све освојене дискове. Такмичар пушта један по један диск низ таблу, гледајући да притом избегне два поља са нулом. Највредније од девет поља на дну табле је у средини, и оно носи са собом 45000 динара; око средине су две нуле, па надаље иду мање новчане вредности. Такмичар носи из игре збир свих новчаних вредности. 

### Точак среће и Финална рунда
Петоро такмичара који су на лицитацијама освојили награде, без обзира на успех у рунди са игром, играју рунду са Точком среће као квалификацију за финалну рунду.
Сваки такмичар има право да заврти Точак среће двапут, гледајући да притом дође што ближе збиру од 100. У случају да точак стане на 100, такмичар не врти други пут већ се склања да следећи такмичар игра. У случају да је број довољно висок и близак стотки (нпр. точак стане на број 95) такмичар тада може исто да се одрекне права да врти други пут. У случају да два такмичара добију једнак резултат,  игра се понавља са по још једним вртењем точка док један од такмичара не добије резултат ближи стотки. Такмичар који је најближи стотки на крају игре иде у финалну рунду а остали одлазе кући са свим добицима из лицитација и одиграних игара (ако су игру добили).
Финална рунда се игра по узору на британску верзију квиза. Такмичар који игра стопира број (у српској верзији од 50 до 200). Овај број је дозвољени опсег грешке у еврима - вредност за коју такмичар може да подцени (али не прецени) главну награду. Након тога такмичару се представља главна награда која се састоји од вредне робне награде и (најчешће, али не нужно) путовања на престижну светску дестинацију. Такмичар лицитира укупну цену за главну награду. Ако је лицитирана цена у опсегу који је такмичар стопирао, онда такмичар осваја главну награду; у супротном одлази са добијеним наградама из лицитације и одигране игре.